# Георги Добрево
Георги Добрево е село в Южна България, област Хасково, община Любимец.

## История
Старото име на селото е Бунаклии, а през 1906 година е преименувано на Кирилово. През 1944 година получава името на партизанина Георги Добрев, чичо на родения в селото комунистически функционер Кръстю Добрев.

## Културни и природни забележителности
Селската църква „Свети апостоли Петър и Павел“ е построена през 1869 година.

## Редовни събития
Празникът на село Георги Добрево е по време на панаира, всяка година около Петровден (29 юни).

## Известни личности
Родени в Георги Добрево
- Кръстю Добрев (1903–1976), икономист и политик
- Игнатий Плевенски (1938), духовник